# Репортери без граници
„Репортери без граници“ (РБГ; на френски: Reporters sans frontières, RSF) е международна неправителствена организация, основана във Франция, която защитава свободата на медиите.
Създадена е през 1985 г. от четирима журналисти: Робер Менар, Емилиен Жубино, Жак Молена и Реми Лури. Жан-Франсоа Жулиар е генералният ѝ секретар от 2008 до 2012 г. От май 2012 г. до смъртта си през юни 2024 г. генерален секретар е Кристоф Делоар. Наследен е от Тибо Брютен.

## Свобода на пресата
РБГ е основана в Монпелие, Франция през 1985 г. В началото сдружението цели насърчаване на алтернативната журналистика, но преди този проект да се провали, четиримата му основатели биват разделени от несъгласие. Накрая остава само Робер Менар и той става неин Генерален секретар. Менар измества целта на тази НПО към свободата на пресата.
„Репортери без граници“ посочва като източник на своите идеи Член 19 на Всеобщата декларация за правата на човека от 1948 г., според който всеки има „право на свобода на убеждение и на изразяването му“ и също право да „търси, да получава и да разпространява информация и идеи чрез всички средства и без оглед на държавните граници“. Това е препотвърдено и в няколко харти и декларации по света. В Европа това право е записано в Европейската конвенция за защита правата на човека и основните свободи от 1950 г.
„Репортери без граници“ е съосновател на Международната мрежа за свободно изразяване и обмен на информация – виртуална мрежа от неправителствени организации, която съблюдава за нарушаване свободата на изразяване по целия свят и защитава журналисти, писатели и всички онези, които са преследвани за упражняване на правото си на свободно изразяване.
През 2005 г. „Репортери без граници“ печели наградата „Сахаров“ на Европейския парламент за свобода на мисълта заедно с нигерийския адвокат за човешки права Хаува Ибрахим и кубинското опозиционно движение Дами в бяло.
През годините РБГ публикува няколко книги, за да насочи общественото внимание върху опасностите за свободата на пресата по целия свят. Значима публикация например е „Наръчник за блогъри и кибер-дисиденти“, която излиза през септември 2005 г. Наръчникът предоставя технически съвети за това как да се публикува анонимно в блогове и да се избягва цензура. Съставен е със съдействието на известни блогъри журналисти – Дан Гилмор, Джей Розен и Итън Цукерман.
„Репортери без граници“ публикува списък с „Хищници на свободата на пресата“

## Финансиране
Според годишните отчети целият бюджет на организацията е € 4 000 000, предимно финансиран от продажбата на фотоалбуми, авторите на които освобождават от авторски права и които се разпространяват свободно от „Nouvelles Messageries de la presse parisienne“, NMPP (основната дистрибуторска мрежа на Франция), както и от артикули като тениски и др.
Повече от 20% от финансирането ѝ идва от частни групи като Санофи-Авентис (€ 400 000, 10% от бюджета), Франсоа Пино, Фондация за Франция, Института „Отворено общество“ на Джордж Сорос, Sigrid Rausing Trust, Бенетон или Центъра за свободна Куба (който дарява € 64 000 през 2002 г.). Освен това агенцията Saatchi & Saatchi реализира безплатно различни комуникационни кампании на РБГ (например относно цензурата в Алжир).
Част от средствата ѝ (12% през 2007 г.) идват от правителствени организации. Според президента на РБГ Робер Менар даренията от френското правителство възлизат на 4,8%, като общо размерът на правителствената помощ формира 11% от бюджета на РБГ (включващи парите от френското правителство, ОССЕ, ЮНЕСКО и Международна организация на франкофонията). Даниел Жуска, вицепрезидент на френския клон на РБГ (също и вицепрезидент на НПО Les Amis du Monde diplomatique), казва, че финансирането от Националния фонд за демокрация, което достига € 35 000, не компрометира безпристрастността на РБГ. Китайският сайт на РБГ разчита на подкрепата на Тайванска фондация за демокрация, квази-правителствена организация, спонсорирана от Министерството на външните работи на Република Китай (Тайван).
Книгите на „Репортери без граници“ се продават от френските развлекателни вериги и супермаркети Fnac, „Карфур“, Casino, Monoprix and Cora, уебсайтовете alapage.com, fnac.com и amazon.fr, също и от A2Presse и над 300 книжарници в цяла Франция.
Журналистът Селим Ламрани изчислява, че РБГ трябва да е продавала 170 200 книги през 2004 г. и 188 400 книги през 2005 г., за да събере повече от $ 2 000 000 според изявлението на организацията за доходите ѝ. В действителност продажби на книгите на RSF са составили $230 000 през 2007.

## Кампании

### Филипини
На 23 август 2007 г. РБГ укорява продължаващите заплахи и насилие над филипински радио коментатори, които информират за организирана престъпност и корупция, след смъртната заплаха към управителя на RGMA станция в Палаван Лили Уи. На 27 декември 2007 г. РБГ апелира към администрацията на Глория Макапагал-Оройо за незабавния арест на убийците на радио-журналиста Фердинанд Линтуан, петия убит журналист за 2007 г. във Филипините. Като първи президент на Асоциацията в Давао за спортна журналистика, той е убит в Давао на 24 декември.

### Международен ден за онлайн свободно изразяване
„Репортери без граници“ провежда първия международен ден на свободното изразяване на 12 март 2008 г. ЮНЕСКО, под чиито патронаж се провежда събитието отначало, оттегля своя патронаж, като посочва за причина публикуване от РБГ на материал, касаещ няколко страни-членки на ЮНЕСКО, за който ЮНЕСКО не са били информирали и не могат да потвърдят, и това, че логото на ЮНЕСКО е било поставено по начин, показващ, че организацията подкрепя представената информация."

### Награда за кибер-дисидент
От няколко години „Репортери без граници“ раздава наградата за кибер-дисидент. Сред спечелилите я са Гилермо Фариняс (Куба), Зохаир Яхияои (Zouhair Yahyaoui, Тунис), Хуанг Ши (Китай) и Масуд Хамид (Сирия).

## Световен индекс за свободата на пресата
РБГ събира информация и публикува годишно класиране на страните въз основа на оценката на организацията на данните за тяхната свобода на пресата. Малки страни, като Андора, не присъстват в този доклад. Класацията за 2009 г. е публикувана на 20 октомври същата година.
Докладът се основава на въпросник, раздаван на партньорски организации на „Репортери без граници“ (14 групи за свобода на изразяването в 5 континента) и на 130-те кореспондента по света, както и на журналисти, изследователи, юристи и активисти за човешки права.
Проучването включва въпроси за директните атаки срещу журналисти и медии и за други индиректни източници на натиск върху свободата на пресата. РБГ напомня, че индексът се отнася само за свободата на пресата и не измерва качеството на журналистиката. Поради същността на изследването, което разчита на индивидуалните възприятия, резултатите често контрастират за една и съща страна от година на година.

## Противоречия

### Робер Менар за етиката на измъчването
В интервю за France Culture през 2007 г., докато говори за случая с отвлечения журналист Даниел Пърл, президента на РБГ, Робер Менар, обсъжда етиката на измъчване.
Менар казва пред France Culture:
| “ | Where do we stop? Shall we accept this logic that consists of... since we could do it in some cases, 'you kidnap, we kidnap; you mistreat, we mistreat; you torture, we torture ...? | ” |

Робер Менар, генерален секретар на РБГ за последните двайсет години, потвърждава, че е получавал спонсорство от Национален фонд за демокрация(NED), организация, обвинена в използването на пари от американски данъкоплатци, за да подрива демокрацията извън страната.

### Западни разузнавателни служби
Статия от Джон Шериан в лявоориентираното индийско списание Frontline твърди, че РБГ е известна със силните си връзки със западните разузнавателни служби и че Куба „уличава“ Менар във връзки с ЦРУ. Организацията отрича обвиненията на Куба.

### Ото Райх
Луси Морильон, представител на РБГ във Вашингтон, потвърждава в интервю от 29 април 2005 г., че организацията има договор със Специалния агент на Държавния департамент на САЩ за Западното полукълбо, Ото Райх, в качеството си на представител за Центъра за Свободна Куба, да информира европейците за репресиите на журналистиката в Куба.
Критици на РБГ, като „CounterPunch“, смятат, че съдействието на Райх с групата е източник на противоречия: когато Райх завежда Службата за публична дипломация на администрацията на Роналд Рейгън през 1980-те, тя взема участие в т.нар. от нейните представители „Бяла пропаганда“ – прикрито разпространение на информация за повлияване на настроението вътре в страната по отношение на подкрепата за военни кампании срещу леви правителства в Латинска Америка. Разследване в дейностите на службата, проведено от Директора на Главното контролно управление на САЩ открива, че под ръководството на Райх тя се е занимавала със „забранени, прикрити пропагандни дейности... отвъд обсега на приемливите за агенция дейности по обществено информиране“.
През 2002 г. Райх е назначен в наблюдаващата комисия на Института за сътрудничество в сигурността за Западното полукълбо, познат под старото си название School of the Americas и описан през 2004 г. от LA Weekly като „институция, обучаваща в мъчение“. Според Амнести Интернешънъл Институтът в миналото е съставял тренировъчни упътвания, които проповядват измъчване, изнудване, побой и екзекуции.
Реагирайки на назначаването на Ото Райн на този пост, School of the Americas Watch казва, че да се възложи на Райх да съблюдава за спазване на човешките права в институция с лоша слава като института е все едно да лисица да пази курник. Назначаването му на тази позиция разкрива рутинния характер и лицемерната функция на такава комисия... Скритата цел на School of the Americas и Райх е да продължат да контролират икономическите и политически системи на Латинска Америка като обучават и въоръжават военните режими там.
Според някои критици Райх има „сталинистки тип презрение“ към свободата на словото. През 1980-те се твърди, че организира секс скандали срещу журналисти, критично настроени към бунтовническите Контра групи в Никарагуа. Райх се шегува със собственото си отношение към критиката – в шеговито възмущение от 2002 г. казва: „[опонентите ми] твърдят, че не мога да вземам рационални решения заради идеологията си. Е, те вече не го казват, защото наредих всички те да бъдат арестувани тази сутрин“.

### Куба
РБГ отправя множество критики относно свободата на пресата в Куба, описвайки кубинското правителство като тоталитарно и е ангажирана в директна кампания срещу него. Кампанията на РБГ включва изказвания по радиото и телевизията, обяви на цяла страница в парижки ежеднежници, постери, брошури по летищата и окупиране на Кубинската туристическа служба в Париж през април 2003 г. Парижки съд нарежда РБГ да плати € 6000 на дъщерята и наследница на Алберто Корда за неспазване на съдебна заповед от 9 юли 2003 г., забраняваща на организацията да използва известната, защитена с авторски права, снимка на Корда на Ернесто Че Гевара с барета, направена на погребението на жертвите от експлозията на кораба La Coubre. От РБГ съобщават, че са „успокоени“, че не са получили по-тежка присъда. Лицето наложено с това на антибунтовнически агент от службите CRS от май 1968 г. като пощенска картичка, раздавана на летище Орли в Париж на туристи, заминаващи за Куба. Дъщерята на Корда заявява пред „Гранма“, че „Репортери без граници“ трябва да се наричат „Репортери без принципи“. Водени от Робер Менар, РБГ нахлуват в Кубинското туристическо бюро в Париж на 4 април 2003 г. и попречват на работата му за около четири часа. На 24 април 2003 г. РБГ организира демострация пред Кубинското посолство в Париж.
Вследствие на това РБГ биват описвани като „ултра-реакционна“ организация от държавния вестник на Централния комитет на Кубинската комунистическа партия, Гранма. Напрежението между кубинските власти и РБГ е голямо, особено след вкарването в затвор на 75 дисиденти (27 журналисти) от кубинското правителство през 2003 г., включително Раул Риверо и Оскар Елиас Бискет.
РБГ отрича кампаниите ѝ за Куба да имат нещо общо с финансиране, получено от организации противници на Кастро. През 2004 г. тя получава сумата от $50 000 от изгнаническата група в Маями, Център за Свободна Куба, която е подписана лично от Специалния агент на Държавния департамент на САЩ за Западното полукълбо, Ото Райх. РБГ получава и големи дарения от други институции, критикуващи правителството на Фидел Кастро, включително Международния републикански институт.
Салим Ламрани, про-Кастро настроен журналист, обвинява „Репортери без граници“ в излагане на неиздържани и противоречиви твърдения относно достъпността до интернет в Куба.

### Хаити
През 2004 г. „Репортери без граници“ публикува годишен доклад за Хаити, в който се твърди, че съществува „климат на терор“, където не спират атаките и заплахите срещу онези журналисти, които критикуват президента Жан-Бернар Аристид.
CounterPunch съобщава: 
| “ | „След отстраняването на Жан-Бернар Аристид на 29 февруари 2004 г. РБГ игнорира почти всички актове на насили и преследвания срещу журналисти, критикуващи правителството на поставения отвън Латортю вместо да обяви, че свободата на пресата се е увеличила. Докладите на РБГ от 2005 г. и 2006 г. се провалиха да заклеймят екзекуцията на местния журналист и радио репортер Абдиас Жан, чиито свидетели казвач, че е убит от полицията, след като снимал трима младежи, които е убила полицията. Игнорира също арестите на журналистите Кевин Пина (Pacifica Radio) и Жан Ристил и разследва зле няколко атаки над про-Lavalas радиостанции.“ | ” |

Американският репортер за човешки права Кевин Пина, вкаран в затвора по времето на Латортю, казва за РБГ:
| “ | Стана напълно ясно, че РБГ и Робер Менар не действаха като обективни защитници на свободата на пресата в Хаити, а повече като главни актьори в това, което най-добре може да се опише като кампания за дезинформация срещу правителството на Аристид. Опитите им да свържат Аристид с убийството на Жан Доминик и последвалото им мълчание, когато набеденият за убиец, Сенатор на Лавалас Дани Тусен, се присъедини към лагера на противниците на Аристид и се кандидатира за президент през 2006 г., е само един от многото примери, които разкриват истинската същност и роля на организации като РБГ. Предоставят невярна информация и изопачават доклади, за да създадат международна опозиция на правителства, смятани за неконтролируеми и неприятелски на Вашингтон, докато подготвят почвата за тяхното премахване с оправданието за атаки срещу свободата на пресата. | ” |

### Венецуела
Le Monde diplomatique критикува поведението на РБГ спрямо правителството на Уго Чавес във Венецуела, в частност по време на опита за преврат през 2002 г. В правото си на отговор, Робер Менар заявява, че РБГ също така укорява подкрепата на венецуелските медии в опита за преврат. РБГ е критикувана и за подкрепата ѝ на версията на Globovision за невярното отразяване на събития от земетресението през 2009 г., заявявайки, че Globovision бива преследвана от правителството и администрацията.